# Bromfenac
Bromfenac è una molecola appartenente alla classe dei farmaci antinfiammatori non steroidei (FANS). Il farmaco possiede proprietà di tipo antinfiammatorio, antipiretico, ed analgesico. Bromfenac è indicato per il trattamento delle infiammazioni oculari e del dolore che insorge dopo la chirurgia della cataratta, ma non sono infrequenti gli utilizzi off-label da parte di molti medici. In Italia il farmaco è venduto come soluzione oftalmica dalla società farmaceutica Croma Pharma con il nome commerciale di Yellox collirio.

Bromfenac è strutturalmente correlato ad amfenac, da cui differisce per un atomo di bromo nella posizione C(4) dell'anello benzoilico. 
L'alogenazione della molecola ne modifica profondamente la potenza, sia in vivo che in vitro, aumentandone la lipofilia, ampliando la durata della attività antinfiammatoria, migliorandone l'assorbimento attraverso la cornea e la penetrazione nei tessuti oculari, e aumentandone gli effetti inibitori sulla ciclossigenasi di tipo 2 (COX-2).

## Storia
Una soluzione oftalmica di Bromfenac allo 0,1% è stata approvata per la prima volta nel 2000 in Giappone e commercializzata dalla azienda farmaceutica Senju Ltd con il nome commerciale di Bronuck, con indicazioni cliniche nel trattamento dell'infiammazione post-operatoria, della blefarite, della congiuntivite, e della sclerite.

A partire dal 2005 una analoga formulazione con una concentrazione allo 0,09% è stata disponibile negli Stati Uniti e commercializzata dalla Ista Pharmaceuticals, con indicazione trattamento della infiammazione post-operatoria e riduzione del dolore oculare nei pazienti che sono stati sottoposti a chirurgia della cataratta.

In Europa una soluzione oftalmica allo 0,09% è stata approvata nel 2011 per il trattamento dell'infiammazione oculare postoperatoria dopo l'estrazione della cataratta negli adulti ed è commercializzata da Croma Pharma con il nome di Yellox.

## Farmacodinamica
Bromfenac esercita la sua attività antinfiammatoria attraverso il blocco della sintesi delle prostaglandine mediato dalla inibizione della ciclossigenasi 2 (COX-2). La ciclossigenasi 1 (COX-1) sembra essere inibita solo in minima misura.

Bromfenac, in studi sperimentali in vitro, ha dimostrato capacità di inibizione della sintesi di prostaglandine nel corpo ciliare dell'iride di coniglio.

In studi clinici randomizzati, multicentrici ed in doppio cieco, è stata determinata la sicurezza ed efficacia clinica di bromofenac, due volte al giorno, nel trattamento dell'infiammazione postoperatoria in soggetti che erano stati sottoposti ad intervento chirurgico di cataratta. Bromofenac era somministrato a 24 ore dall'intervento e per un periodo massimo di 14 giorni. Il gruppo di pazienti trattati con bromofenac mostrava una regressione dell'infiammazione oculare significativamente maggiore rispetto al gruppo di controllo.

## Farmacocinetica
Dopo instillazione locale bromfenac impregna efficacemente la cornea dei pazienti con cataratta inducendo un picco di concentrazione nell'umore acqueo a distanza di circa 120-180 minuti dalla somministrazione. Gli studi sperimentali hanno evidenziato che la somministrazione di bromfenac collirio ogni 12 ore, non determina concentrazioni plasmatiche quantificabili.
L'emivita del farmaco nell'umore acqueo è di circa 2 ore.

## Usi clinici
Bromfenac trova indicazione nel trattamento della flogosi oculare postoperatoria che segue l'estrazione della cataratta nell'adulto.

Il farmaco può essere utilizzato anche nella terapia delle congiuntiviti, sia quelle primaverili che allergiche, e di altri tipi di flogosi postoperatorie.

## Effetti collaterali ed indesiderati
In corso di trattamento le reazioni avverse più frequenti registrate sono state: sensazione anomala nell'occhio, erosione corneale, prurito oculare, arrossamento oculare, edema palpebrale, dolore oculare. Molto più raramente è possibile che si verifichino perforazione corneale, ulcera corneale, scleromalacia, infiltrati corneali e cicatrici corneali.

## Controindicazioni
Il farmaco non deve essere utilizzato nei soggetti con ipersensibilità nota al principio attivo oppure ad uno qualsiasi degli eccipienti contenuti nella formulazione farmacologica. È inoltre controindicato nei pazienti con una storia clinica che indichi la possibilità che l'assunzione di acido acetilsalicilico o altri FANS abbia fatto precipitare crisi di asma, orticaria o rinite acuta.

## Dosi terapeutiche
Nel soggetto adulto la dose usuale di bromfenac è pari ad una goccia di soluzione oftalmica da instillare nell'occhio interessato, due volte al giorno. Si consiglia di iniziare la terapia a partire dal giorno successivo all'intervento di cataratta. Il trattamento deve essere proseguito per le 2 settimane successive all'intervento.
Durante il trattamento con bromfenac collirio è necessario evitare di utilizzare lenti a contatto.

## Chimica
Bromfenac può essere sintetizzato con le seguenti reazioni: